# ʿAbd Allāh al-Sallāl
ʿAbd Allāh Yaḥyā al-Sallāl (in arabo عبد الله يحيى السلال‎?); Sana'a, 9 gennaio 1917 – Sana'a, 5 marzo 1994) è stato un generale e politico yemenita.
Fu il primo Presidente della Repubblica Araba dello Yemen.
Leader della Rivoluzione repubblicana nello Yemen settentrionale del 1962, fu il primo Presidente della Repubblica nord-yemenita dal 27 settembre 1962 al 5 novembre 1967, dopo l'abbattimento del regime monarchico e la destituzione del suo Imam Muhammad al-Badr.

## Biografia
Al-Sallāl guidò le forze rivoluzionarie repubblicane che abbatterono il patriarcale regime monarchico dell'Imam Muhammad al-Badr e il Regno Mutawakkilita dello Yemen. Egli presiedette la repubblica così istituita, grazie al decisivo sostegno dell'Egitto del Presidente Gamāl ʿAbd el-Nāṣer, che era stato il più deciso alleato di Sallāl nella guerra civile, mentre al-Badr poteva contare sul sostegno non meno convinto dell'Arabia Saudita. La guerra finì nel 1968, a seguito di negoziati tra Egitto e Arabia Saudita, culminati in un hajj svolto a Mecca congiuntamente da Gamāl ʿAbd el-Nāṣer e re Fayṣal. Parallelamente erano condotte in porto decisive trattative in Yemen tra Sallāl e i vari capi tribù lealisti.
Sotto Sallāl ebbero la funzione di primo ministro sei differenti personaggi, incluso lui stesso per ben tre volte, cumulando così la carica di Primo ministro e le funzioni di Presidente della Repubblica fino al 26 aprile 1963, quando egli nominò ʿAbd al-Laṭīf Ḍayf Allāh capo del Governo, riprendendo la carica di primo ministro nel 1965 e dal 18 settembre 1966 fino al termine della sua Presidenza. ʿAbd al-Raḥmān al-Iryānī, successore di Sallāl alla Presidenza della Repubblica nel 1967, servì come Primo ministro nel 1963 e nel 1964. Ḥasan al-ʿAmrī occupò quel posto, a sua volta, per tre volte.